# Rhinogobius reticulatus
Rhinogobius reticulatus är en fiskart som beskrevs av Li, Zhong och Wu 2007. Rhinogobius reticulatus ingår i släktet Rhinogobius och familjen smörbultsfiskar. Inga underarter finns listade i Catalogue of Life.